# Gionatha Spinesi
Gionatha Spinesi (Pisa, 9 de março de 1978) é um futebolista italiano.
Atacante, começou a carreira em 1995, no Pisa. Seu auge foi no Bari, onde atuou de 1998 a 2004.
Desde 2009, Spinesi atua no minúsculo Valle del Giovenco, que disputa a Lega Pro Prima Divisione, correspondente à terceira divisão da "velha bota".